# Colombias geografi
Republikken Colombia er et transkontinentalt land, der stort set ligger i det nordvestlige  Sydamerika, med territorier i Nordamerika. Colombia grænser mod nordvest til Panama; mod øst til Venezuela og Brasilien; mod syd til Ecuador og Peru; og deler maritime grænser med Costa Rica, Nicaragua, Honduras, Jamaica, Den Dominikanske Republik og Haiti. Colombia er den 26. største nation i verden og det fjerde største land i Sydamerika efter Brasilien, Argentina og Peru. På trods af sit store territorium er Colombiens befolkning ikke ensartet fordelt. De fleste colombianere bor i den bjergrige vestlige del af landet og langs den nordlige kyst, hvoraf de fleste bor i eller nær hovedstaden Bogotá. De sydlige og østlige dele af landet er for det meste sparsomt beboede tropiske regnskove og indenlandske tropiske sletter, med store ejendomme eller husdyrbrug, olie- og gasproduktionsfaciliteter, små landbrugsgrupper og indfødte stammer.

## Areal
Areal
- Totalt: 1.138.910 km²
- Land: 1.038.700 km²
- Vand: 100.210 km²